# تدرج لوني

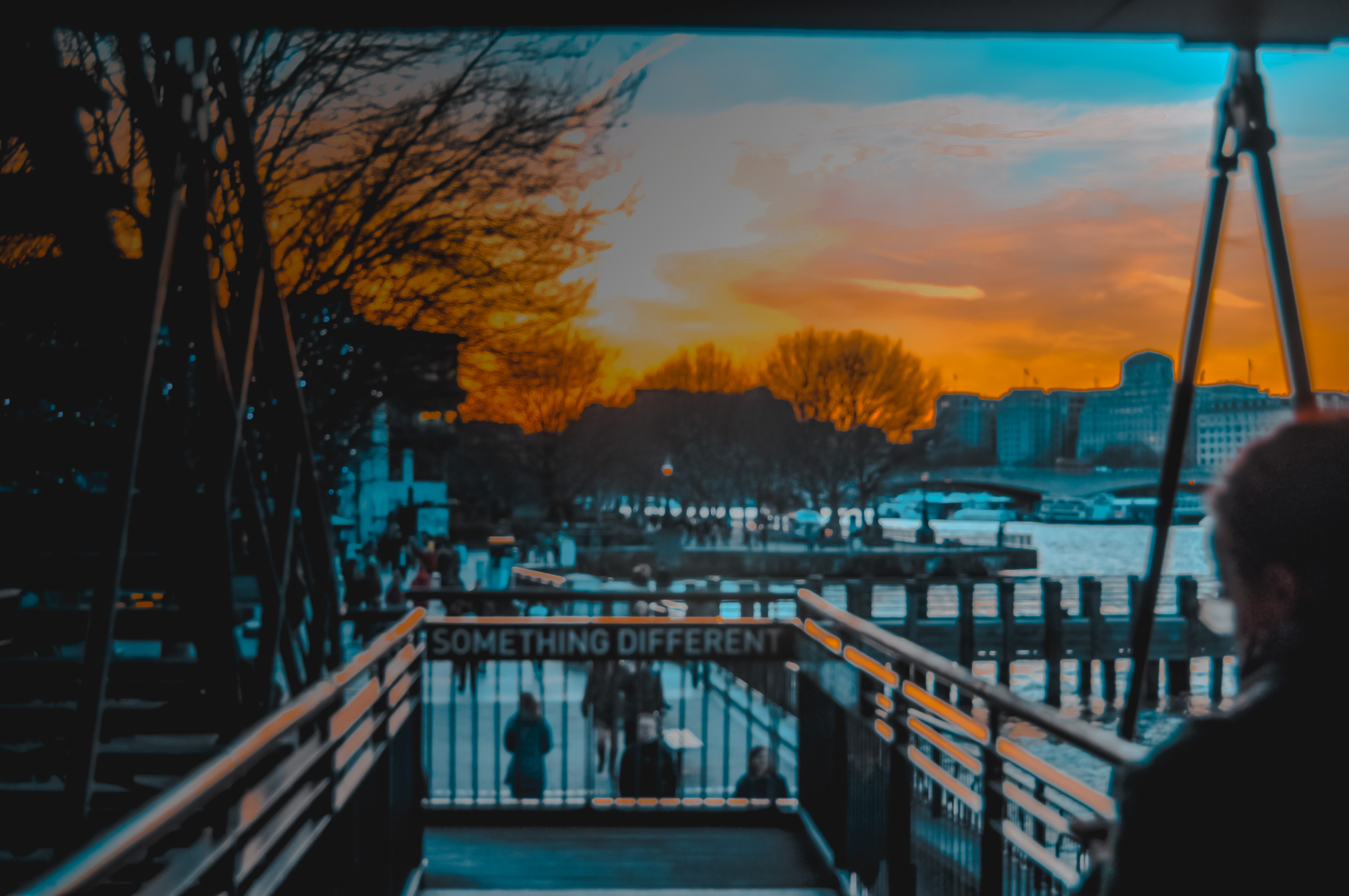

تدرج الألوان هي عملية تحسين مظهر صورة لعرضها في بيئات مختلفة وعلى أجهزة مختلفة. قد تتحسن السمات المختلفة لصورة مثل التباين واللون والتشبع والتفاصيل ومستوى اللون الأسود والنقاط البيضاء سواء للصور المتحركة أو مقاطع الفيديو أو الصور الثابتة. غالبًا ما تستخدم تدرجات وتصحيح الألوان كمصطلحات مترادفة لهذه العملية ويمكن أن تشمل إنتاج تأثيرات ألوان فنية من خلال المزج والتركيب الإبداعي للصور المختلفة. تُصنف الألوان بشكل عام الآن من خلال عملية رقمية إما في بيئة يتحكم بها مثل مجموعة ألوان أو في أي مكان يمكن استخدام الكمبيوتر فيه ضمن إضاءة خافتة.
أجريت عملية التصوير السينمائي الكيميائية التي تدعى الآن باسم تزامن الالوان في مختبر التصوير الفوتوغرافي باستخدام الفلاتر وتغيير السطوع أثناء النسخ من فيديو إلى آخر.

## تزامن الألوان
يستخدم تزامن الألوان لإنتاج عناصر الفيلم. كان (تدرج الألوان) في الأصل عبارة عن عملية تغيير مظهر اللون في مرحلة إعادة إنتاج الفيلم عند الانتقال إلى أول مرحلة من الفيديو أو المرحلة الاخيرة في سلسلة إنتاج الفيلم. أصبحت تقنية التدرج هذه تعرف باسم تزامن الالوان بحلول أواخر عام 2010، ولا تزال تنطوي على تغيير السطوع من خلال استخدام فلاتر مختلفة أثناء عملية إنتاج الفيلم. يحدد تزامن الالوان لنقاط الطباعة في الإعدادات الاساسية بحيث تُمثل نقاط الطباعة بنحو 7 إلى 12 نقطة في كل نقطة ضوئية. يتباين عدد النقاط لكل ضوء بناءً على الإعدادات المسبقة في مختبرات صناعة الافلام.
يجتمع فريق الإنتاج مع خبير تزامن الوقت خلال إنتاج فيلم والذي يشاهد الفيلم ويدون ملاحظات تعتمد على توجيهات الفريق. يعود خبير التزامن إلى مختبره بعد انتهاء الجلسة ويضع شريط تسجيل الفيلم على جهاز يمكن من خلاله معاينة الفلم مع الفلاتر ومع التحكم بإضاءة الخلفية واختيار الإعدادات بدقة لكل نقطة من كل مشهد. ثم تسجيل هذه الإعدادات على شريط ورقي وادخالها في الطابعة عالية السرعة حيث تعرض الفلم من خلال إضاءة خلفية. تتغير إعدادات الفلتر أثناء العرض لتتوافق مع إضاءة الطابعة على الشريط الورقي.

## تصحيح الألوان
بعض الوظائف الرئيسية لتصحيح الألوان (تدرج الألوان الرقمية):
- إعادة إنتاج ما صُور بدقة.
- تصحيح الاختلافات في المواد (مثل أخطاء الأفلام وتوازن اللون الأبيض وظروف الإضاءة المختلفة).
- وضع بيئة العرض المطلوبة (مظلمة أو ساطعة).
- تحسين المظهر الأساسي لإدراج المؤثرات البصرية الخاصة.
- إنشاء الشكل الفني المطلوب.
- تطوير أو تغيير الحالة العاطفية للمشهد، الموسيقى التصويرية للفيلم.

مع ملاحظة أنه يجب إعطاء الأولوية لبعض هذه الوظائف على وظائف أخرى، على سبيل المثال: قد تصنف الألوان لضمان تطابقها مع تلك الموجودة في المشهد الأصلي، بينما قد يكون الهدف في بعض الأحيان هو إنشاء مظهر خيالي تمامًا.
أجريت عملية تدريج الألوان بشكل عام لأهداف عملية. على سبيل المثال: استخدم تدرج الألوان في فيلم ماريان بحيث يمكن تصوير المشاهد الليلية بسعر أقل في وضح النهار.
استخدم تصحيح الألوان الثانوي اساسًا لضمان استمرارية اللون إلا أن استخدامه يتجه اليوم بشكل متزايد نحو أهداف إبداعية مثل تحسين جمالية الصورة وإنشاء صور مبسطة وتحديد مشاعر ونوعية المشهد من خلال اللون. ولذلك يطلق بعض مصممي الألوان عبارة (تحسين اللون) على عملية (تصحيح اللون).

### تدرج الالوان الأولي والثانوي
يؤثر تدرج اللون الأولي على الصورة بأكملها من خلال التحكم في منحنيات كثافة الألوان الأحمر والأخضر والأزرق في إطار الصورة بأكمله. يمكن أن يعزل التصحيح الثانوي مجموعة من تدرجات الألوان والتشبع والسطوع لإحداث تغييرات ضمن هذا النطاق المحدود فقط مما يسمح بتعديل درجات الألوان الثانوية مع التأثير بشكل ضئيل أو دون أي تأثير على بقية الألوان. يمكن باستخدام التدرج الرقمي عزل الكائنات ونطاقات الألوان داخل مشهد بدقة وتعديلها بشكل منفصل. يمكن التلاعب في تدرج الألوان واستخدام معالجة بصرية للصور بشكل غير ممكن في المعالجة المخبرية. أصبحت عملية تصحيح الألوان مع هذه التطورات تشبه بشكل متزايد تقنيات الرسم الرقمي مما أطلق العنان لعصر جديد من التصوير السينمائي الرقمي.

### تتبع الحركة
عند محاولة حصر عملية معايرة اللون على شيء متحرك كان من الضروري أن يقوم المصمم بنقل إطار التحديد يدويًا لتتبع حركة ذلك شيء. يقوم برنامج تتبع الحركة في أبسط أشكاله بأتمتة هذه العملية المستهلكة للوقت باستخدام الخوارزميات لتقييم حركة مجموعة من البكسلات. اشتقت هذه التقنيات بشكل عام من تقنيات تتبع الحركة المستخدمة في المؤثرات الخاصة وأعمال دمج الصور.

## الوسيط الرقمي
أتاح تطور جهاز عرض الافلام امكانية أن تكون المعلومات الرقمية المقروءة ضوئيًا من فيلم بدقة كافية لإعادة تحويلها مرة أخرى إلى فيلم. طورت شركة كوداك في أوائل التسعينيات من القرن الماضي نظام سينون للأفلام لتصوير الأفلام ومعالجتها وحفظها وأطلقوا عليه اسم (الوسيط الرقمي).
طورت أفلام (البلدة الفاضلة) و (يا أخي أين أنت؟) التكنولوجيا في أواخر التسعينيات إلى درجة أصبح فيها استخدام وسيط رقمي عمليًا مما وسّع إلى حد كبير قدرات التلوين في جهاز العرض الرقمي. تمر جميع الأفلام تقريبًا بمراحل يستخدم فيها الوسيط الرقمي منذ عام 2010، في حين أصبح التعامل مع المعالجة الكيميائية الضوئية أمر نادر الحدوث أو مستخدم فقط في الأفلام المؤرشفة.
كان فيلم (يا أخي أين أنت؟) أول فيلم في هوليوود ينتج رقميًا بالكامل. مُسح التسجيل الرئيسي للصور بدقة (2048*1080) ثم ضبطت الألوان رقميًا باستخدام مصحح ألوان رقمي. استغرقت العملية عدة أسابيع للانتهاء من عملية الإخراج الرقمي الرئيسي لعرضه مرة أخرى باستخدام مسجل ليزر من شركة كوداك لإنشاء تسجيل فيديو كامل.
تستخدم معالجات الصور المتحركة الحديثة عادةً كلاً من الكاميرات وأجهزة الإسقاط الرقمية وتكون أجهزة المعايرة ضرورية للتنبؤ فيما إذا كانت الألوان الظاهرة الصحيحة أم لا.

### مقارنة النظم القائمة على الأدوات مع النظم القائمة على البرمجيات
قدمت النظم القائمة على الأدوات تاريخيًا أداء جيد ضمن مجموعة قليلة من الميزات مقارنة مع الأنظمة القائمة على البرمجيات. طُور أدائها وفقًا للدقة المحددة وكثافة البت على عكس المنصات البرمجية التي تستخدم أجهزة الحاسوب التقليدية وتضحي بالسرعة في أغلب الأحيان من أجل الدقة. على الرغم من أن النظم القائمة على الأدوات تعطي أداءً جيدا من حيث الوقت إلا أن بعض النظم القائمة على البرمجيات تحتاج إلى معالجة الصورة بشكل مسبق لزيادة دقة وتعقيد درجات اللون. وتميل النظم القائمة على البرمجيات من ناحية أخرى للحصول على المزيد من الميزات مثل النوافذ أو الأقنعة التي تعتمد على الشرائح وعملية تتبع الحركة المتطورة.
تلاشى الخط الفاصل بين الأدوات والبرامج لأن العديد من مصححات الألوان القائمة على البرمجيات تستخدم المعالجات في عمليات متعددة بالإضافة إلى وحدة معالجة الرسومات لتسريع الأجهزة. وكذلك تستخدم بعض الأنظمة الحديثة القائمة على البرامج مجموعة متعددة من وحدات معالجة الرسوميات على حاسوب واحد لتحسين الأداء والمحافظة على الدقة العالية المطلوبة لتدريج ألوان فيلم طويل. مثل تقنية دافنشي لتصحيح الألوان المقدمة من شركة (بلاك ماجيك ديزاين). تعمل بعض برامج تدرج الألوان كبرمجيات فقط وتستطيع حتى أنظمة الكمبيوتر منخفضة المواصفات تشغيلها.